# Cryptelytrops kanburiensis
Cryptelytrops kanburiensis är en ormart som beskrevs av Smith 1943. Cryptelytrops kanburiensis ingår i släktet Cryptelytrops och familjen huggormar. Internationella naturvårdsunionen kategoriserar arten globalt som starkt hotad. Inga underarter finns listade i Catalogue of Life.
Arten är bara känd från en mindre region i västra Thailand. Den når kanske angränsande områden av Myanmar. Cryptelytrops kanburiensis lever i låglandet och i kulliga områden upp till 600 meter över havet. Den vistas i regioner med kalkstensklippor och med skogar som har bambu som undervegetation.